# Михайловський (Октябрський район)
Миха́йловський (рос. Михайловский) — селище у складі Октябрського району Оренбурзької області, Росія.

## Населення
Населення — 4 особи (2010; 51 у 2002).
Національний склад (станом на 2002 рік):
- росіяни — 51 %
- башкири — 29 %